# Hochberg (Wasgau)
Der Hochberg ist ein 420,9 m ü. NHN hoher Berg im Dahner Felsenland, einem Teil des Wasgaus, der vom Südteil des Pfälzerwaldes gebildet wird. Er liegt auf der Gemarkung der Stadt Dahn im Landkreis Südwestpfalz in Rheinland-Pfalz (Deutschland).
Der Hochberg ist verkehrstechnisch nicht erschlossen und nur auf Wanderwegen erreichbar. Er ist vollständig bewaldet. Mit dem Römerfels (353 m ü. NHN) auf dem Westausläufer und dem Burgblickfelsen (282 m ü. NHN) am Südwesthang befinden sich zwei markante Felsformationen am Berg. Eine Aussichtsplattform auf dem Gipfel des Römerfels kann über ausgebaute Metalltreppen erreicht werden. Der Felsen ist als Naturdenkmal ND-7340-188 der Stadt Dahn ausgewiesen. Auf dem Burgblickfelsen befindet sich ebenfalls eine Aussichtsplattform, die einfach über einen Zuweg vom Hang erreicht werden. Hier ermöglicht eine frei gehaltene Waldschneise zwischen dem Lachberg (324 m ü. NHN) und dem Wöllmersberg (356,1 m ü. NHN) den Blick auf die Dahner Burgengruppe.